# 익스트랙션 (2020년 영화)
《익스트랙션》(영어: Extraction)은 2020년 넷플릭스에서 공개된 미국의 액션 영화이다. 샘 하그레이브 감독이 연출하고 루소 형제의 조 루소가 각본을 썼다. 원작은 앤디 파크스와 루소 형제, 페르난도 레온 곤살레스가 쓴 그래픽노블 《시우다드》(Ciudad)로, 방글라데시로 납치된 인도 마약왕의 아들을 구출하는 특수부대 출신 용병의 이야기이다. 크리스 헴스워스, 데이비드 하버, 데릭 루크가 출연한다.
감독인 샘 하그레이브는 루소 형제 감독의 영화 《캡틴 아메리카: 시빌 워》와 《어벤져스: 엔드게임》 등에서 스턴트 감독을 맡은 바 있다.
2020년 4월 24일 넷플릭스를 통해 전 세계 동시 공개되었다.
2023년 6월 속편 《익스트랙션 2》가 마찬가지로 넷플릭스에서 공개되었다.

## 줄거리
감옥에 있는 인도 마약왕 오비 마하잔 시니어의 어린 아들, 오비 주니어가 클럽에서 납치된다. 납치범은 아버지의 라이벌인 방글라데시 마약왕 아시프이다. 오비 시니어는 아들의 보호자인 사주를 불러서, 그의 가족을 위협하면서 아들을 구해서 데려오라고 명령한다.
오비 구출 작전에 고용된 용병 닉과 그녀의 팀은 특수부대 출신의 용병 타일러 레이크를 작전에 참여시킨다. 오비가 납치된 방글라데시 다카에 도착한 타일러는 오비를 붙잡아 두고 있던 아시프의 부하들을 몰살시키고 오비를 구해서 나온다. 그러나 오비 시니어의 조직은 계약금 지불을 취소하고 타일러와 함께 온 닉의 팀을 사살해 버린다. 한편 오비가 탈출했음을 알게 된 아시프는 다카 시내를 봉쇄해 버린다. 닉은 타일러에게 헬리콥터를 보내 오비를 내버려 두고 탈출하라고 종용하지만, 어린 나이에 죽은 자신의 아들이 생각난 타일러는 오비를 버리지 못한다.
타일러는 오비를 데리고 필사적으로 사주와 부패 경찰들의 추격을 따돌린다. 그날 밤에는 아시프의 부하 소년 조직원 파르하드와 아이들이 타일러와 오비를 습격하고, 타일러는 그들을 때려 눕히고는 하수도 밑에 은닉한다. 곧 타일러의 연락을 받고 그의 동료 부대원이었던 가스파르가 구하러 온다. 타일러와 오비는 다카에 있는 가스파르의 집에서 하루를 묵게 된다. 오비는 자신을 지켜주는 타일러를 따르게 되고, 그의 가족 이야기를 듣는다. 이후 타일러는 가스파르와 이야기하다가, 그가 사실은 아시프에게 매수되어 돈을 받고 오비를 넘겨줄 생각임을 알게 된다. 가스파르는 마약왕의 아들을 지킬 필요는 없다면서 타일러를 설득하려 하지만 타일러는 그와 싸우게 되고 가스파르가 타일러를 죽이려는 순간 오비가 그를 쏜다.
타일러는 끝내 사주에게 지원을 요청해서 다카를 빠져나갈 수 있게 도와달라고 한다. 다음날 변장한 사주와 오비는 다카를 빠져나가는 다리를 지나려고 하다가 검문관에게 결국 발각이 되고, 사주는 타일러와 함께 총격전을 펼치다가 아시프의 부하에게 저격당해 죽는다. 타일러가 마침내 오비를 다리 반대편의 닉에게 인도하는 데 성공하나, 아시프의 부하로서 복수심에 불타던 파르하드에게 목덜미를 저격당한다. 타일러는 오비의 안전을 확인한 뒤 강에 빠진다. 닉의 구출 팀은 오비를 데리고 인도로 돌아간다.
8개월 후, 닉은 남자화장실에서 아시프를 암살한다. 오비는 학교에서 자신을 바라보는 남자를 마주친다.

## 출연진
- 크리스 헴스워스 - 타일러 레이크
- 루드락시 자이스왈 - 오비 마하잔 주니어
- 란디프 후다 - 사주 라브
- 프리얀슈 파인율리 - 아미르 아시프
- 골시프테 파라하니 - 닉 칸
- 판카지 트리파티 - 오비 마하잔 시니어
- 수라지 리카메 - 파르하드
- 데이비드 하버 - 가스파르
- 아담 베사 - 야즈 칸
- 샤타프 피가르 - 바질루르 라시드 대령
- 네하 마하잔 - 네이사
- 샘 하그레이브 - 가이탄
- 크리스 자이 알렉스 - 티아고

## 제작
2018년 8월 31일 크리스 헴스워스 주연으로, 조 루소가 각본을 쓰고 샘 하그레이브가 연출하는 영화 《다카》 제작이 처음 발표되었다. 같은 해 11월 데이비드 하버, 골시프테 파라하니 등의 다른 출연진이 발표되었다.
하그레이브 감독은 할리우드 리포터와의 인터뷰에서 '원래는 좀 더 작은 체구의 배우를 기용해 시각적인 의외성을 주고 싶었다'면서 헴스워스 캐스팅을 반대했었으나, 헴스워스가 적극적으로 역할을 원해서 캐스팅하게 되었다. '결과적으로는 잘 되었다'고 덧붙였다.
2018년 11월 인도 아메다바드와 뭄바이에서 촬영이 시작되었고, 이어 태국 랏차부리주의 반퐁과 영화의 배경이기도 한 방글라데시 다카에서 촬영이 이어졌다. 당초에는 파라과이 시우다드델에스테가 배경이었지만 기존에 블록버스터 배경으로 활용되지 않았던 곳을 원했던 하그레이브 감독과 조 루소 각본가의 생각으로 지금의 배경으로 바뀌었다. 2019년 3월경 촬영이 종료되었다.
영화 제목은 처음에는 '다카(Dhaka)'였다가, '불길을 피해서(Out of the Fire)'를 거쳐서 최종적으로 '익스트랙션(구출 작전)'으로 확정되었다.

## 비평
힌두스탄 타임스의 로한 나하르(Rohan Naahar) 평론가는 '근래 영화 중 최고의 스턴트 액션을 선보인다'며 호평했다. 롤링 스톤지의 피터 트래버스 평론가는 5점 만점의 2점을 주며, '존 윅 시리즈의 격투 스타일을 지향한다, 맨헌트 2와 같은 게임 특유의 극도의 폭력성(ultraviolent)에 근접한 스턴트의 연속'이라고 평가했다.
영화가 함유한 다수의 '백인 구원자(white savior)'적 요소에 대한 비판점이 있었다. 버라이어티의 피터 더브루거는 '백인 구원자판 맨 온 파이어'로 단평했고, 스크린 랜트 또한 '환상적인 스턴트 연기에도 불구하고, 구식의 백인 구원자 모티프 때문에 맥빠지게 되는 특별할 것 없는 액션 영화'라고 비판했다. 듀나 또한 액션을 호평하면서도 '덩치 큰 백인 남자가 수많은 방글라데시 남자들을 죽인다' 요약되는 기계적인 설정과 이야기라고 단평했다. 포브스의 스콧 멘덜슨은 '아주 문제적인 백인 구원자이지만, 동시에 알찬 액션 어드벤처 영화이기도 하다'면서 옹호 의견을 드러냈다.
방글라데시 언론 데일리 스타(The Daily Star)에서는 영화 속 다카의 묘사가 '너무 암울하고 사실과 다르다(bleak and inaccurate)고 표현했다. BBC 벵골어판 또한 영화 속 방글라데시 묘사에 대해 온라인에서 많은 불만이 나오고 있다고 지적했다.